# Cnidoscolus
Cnidoscolus é um género botânico pertencente à família Euphorbiaceae. O género inclui, entre outras espécies, o arre-diabo, a cansanção (C. vitifolius), a ortiga ou urtiga da caatinga (C. urens) e a faveleira.

## Espécies
Formado por 103 espécies:
| - Cnidoscolus aconitifolius - Cnidoscolus acrandrus - Cnidoscolus adenophilus - Cnidoscolus albidus - Cnidoscolus albomaculatus - Cnidoscolus angustidens - Cnidoscolus appendiculatus - Cnidoscolus aequatoriensis - Cnidoscolus armatus - Cnidoscolus autlanensis - Cnidoscolus bahiana - Cnidoscolus bahianus - Cnidoscolus basiacanthus - Cnidoscolus bellator - Cnidoscolus calyculatus - Cnidoscolus calyptratus - Cnidoscolus campanulatus - Cnidoscolus chaya - Cnidoscolus chayamansa - Cnidoscolus cnicodendron - Cnidoscolus cordifolius - Cnidoscolus diacanthus - Cnidoscolus elasticus - Cnidoscolus fragrans - Cnidoscolus froesii - Cnidoscolus halteris - Cnidoscolus hamosus - Cnidoscolus hasslerianus - Cnidoscolus herbaceus - Cnidoscolus hernandezii - Cnidoscolus horridus - Cnidoscolus hypoleucus - Cnidoscolus inaequalis - Cnidoscolus inermiflorus - Cnidoscolus infestus | - Cnidoscolus jaenensis - Cnidoscolus jurgensenii - Cnidoscolus kunthianus - Cnidoscolus leuconeurus - Cnidoscolus liebmannii - Cnidoscolus liesneri - Cnidoscolus loasoides - Cnidoscolus lobatus - Cnidoscolus loefgrenii - Cnidoscolus longipedunculatus - Cnidoscolus longipes - Cnidoscolus macrandrus - Cnidoscolus maculatus - Cnidoscolus maracayensis - Cnidoscolus marcgravii - Cnidoscolus matosii - Cnidoscolus mexicanus - Cnidoscolus michauxii - Cnidoscolus multilobus - Cnidoscolus napaefolius - Cnidoscolus neglectus - Cnidoscolus obtusifolius - Cnidoscolus oligandrus - Cnidoscolus orbiculatus - Cnidoscolus osteocarpus - Cnidoscolus palmatus - Cnidoscolus palmeri - Cnidoscolus parviflorus - Cnidoscolus paucistamineus - Cnidoscolus peltatus - Cnidoscolus peruvianus - Cnidoscolus phyllacanthus - Cnidoscolus platyandrus - Cnidoscolus polyanthus - Cnidoscolus pringlei | - Cnidoscolus pubescens - Cnidoscolus pyrophorus - Cnidoscolus quinquelobatus - Cnidoscolus quinquelobus - Cnidoscolus quercifolius - Cnidoscolus rangel - Cnidoscolus regina - Cnidoscolus repandus - Cnidoscolus rostratus - Cnidoscolus rotundifolius - Cnidoscolus sellowianus - Cnidoscolus serrulatus - Cnidoscolus shrevei - Cnidoscolus souzae - Cnidoscolus spinosus - Cnidoscolus stimulosus - Cnidoscolus subinteger - Cnidoscolus surinamensis - Cnidoscolus tehuacanensis - Cnidoscolus tenuifolius - Cnidoscolus tenuilobus - Cnidoscolus tepiquensis - Cnidoscolus tetracyclus - Cnidoscolus texanus - Cnidoscolus tomentosus - Cnidoscolus tridentifer - Cnidoscolus tubulosus - Cnidoscolus ulei - Cnidoscolus urens, ortiga ou urtiga - Cnidoscolus urniger - Cnidoscolus urnigerus - Cnidoscolus velutinus - Cnidoscolus vitifolius |

## Nome e referências
Cnidoscolus Pohl

## Galeria de imagem

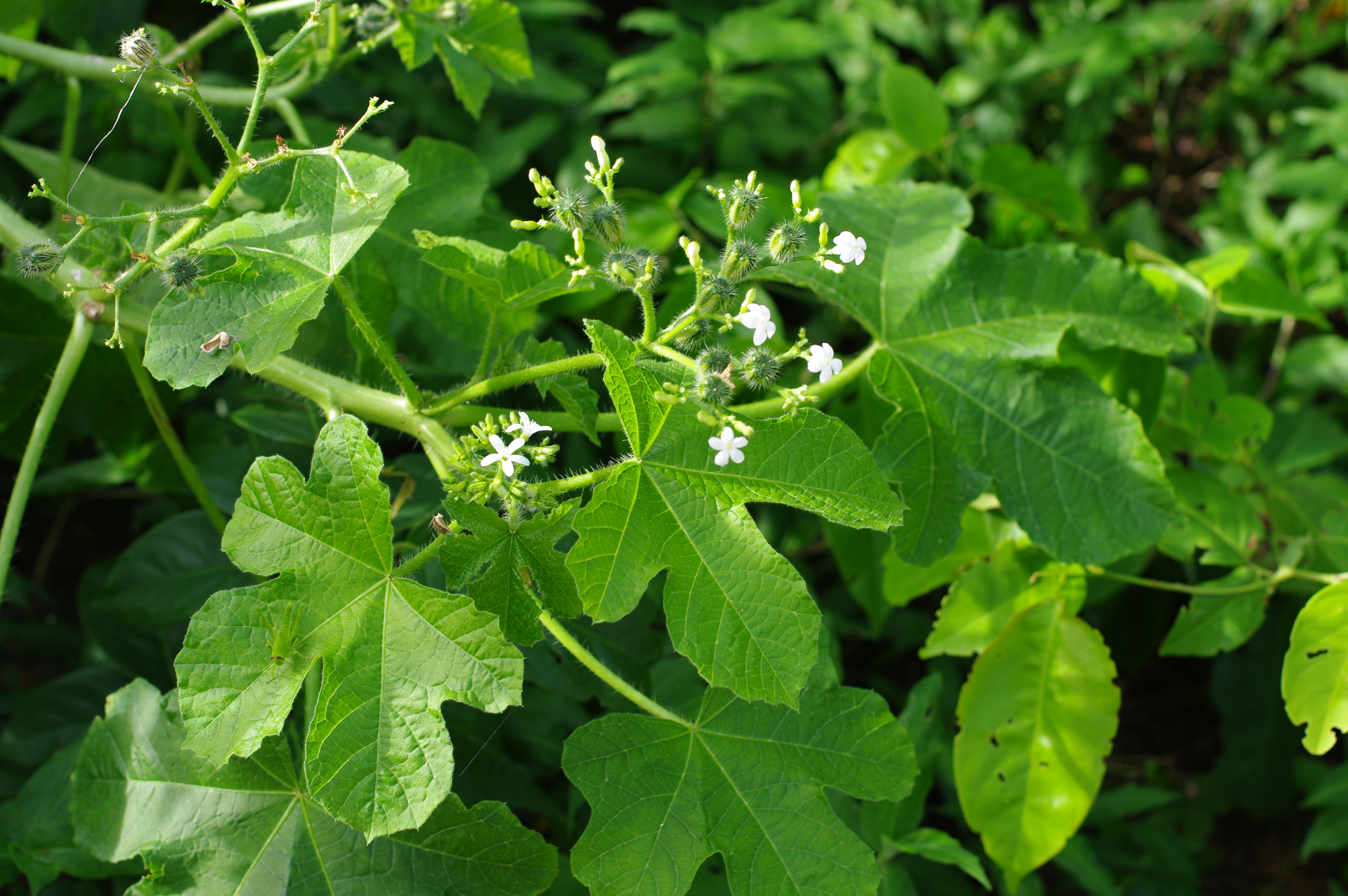
Cnidoscolus urens
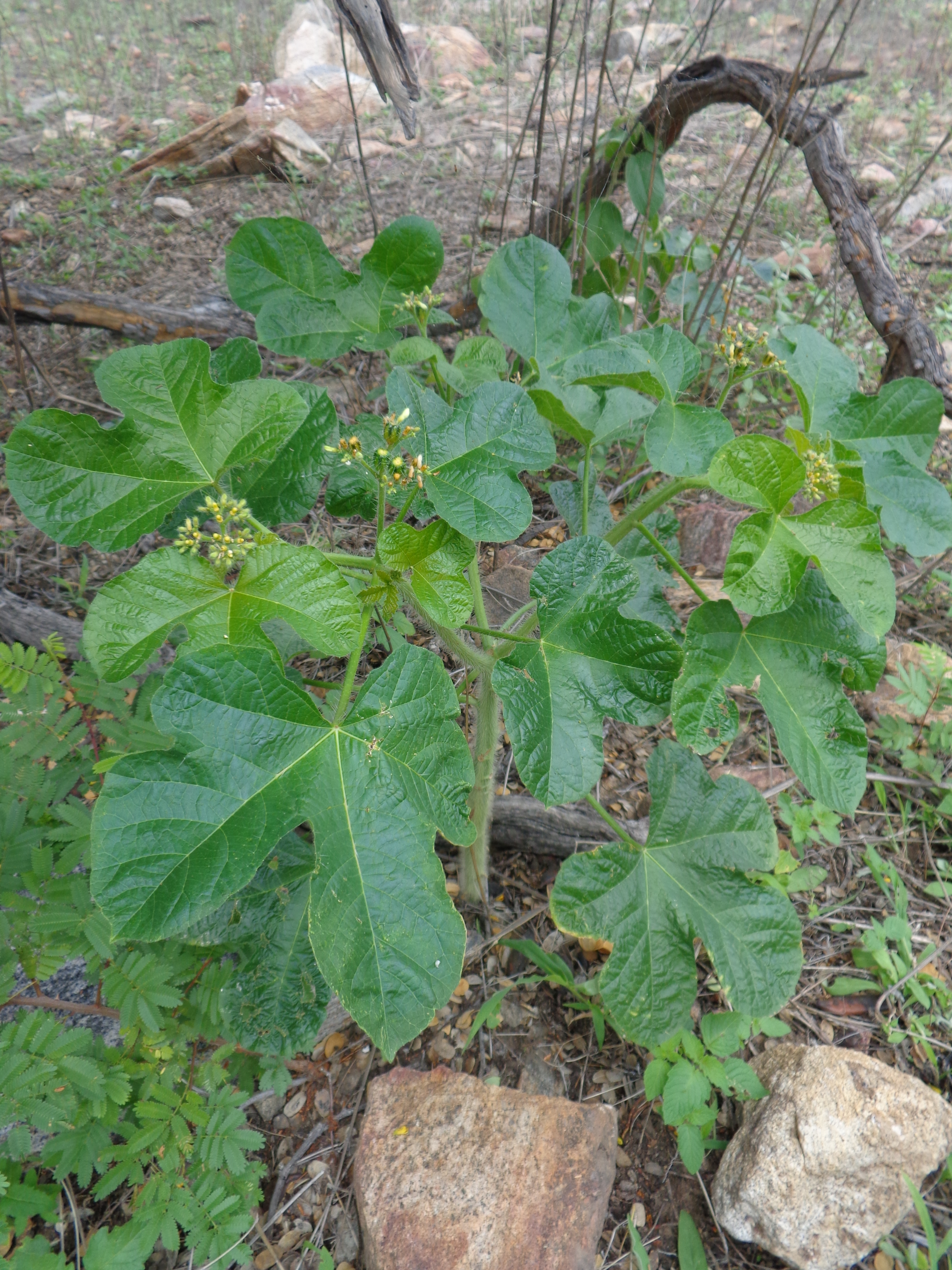
Ortiga da caatinga na Região Nordeste do Brasil, provavelmente Cnidoscolus urens.